# Anne Gwynneová
Marguerite Gwynne Triceová (10. prosince 1918 Waco – 31. března 2003 Woodland Hills) byla americká herečka a modelka.

## Život

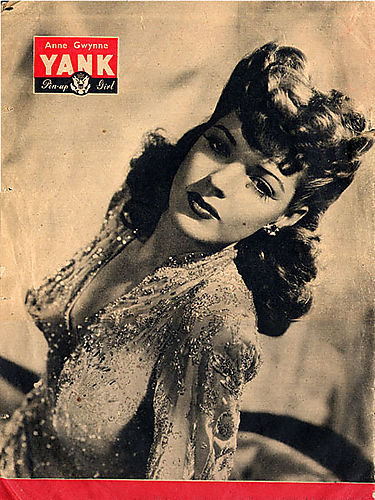
Anne Gwynneová na obálce časopisu Yank z června 1944.

Narodila se 10. prosince 1918 ve městě Waco v Texasu jako dcera oděvníka Jeffersona Benjamina Trice a Pearl Triceové (rodným jménem Guinnová). Rodina se brzy přestěhovala do St. Louis v Missouri, kde vyrůstala a na zdejší Stephens College studovala herectví.
Po příchodu se svým otcem do Hollywoodu hned získala práci jako modelka i jako divadelní herečka. Zde v divadle získala první zkušenosti s herectvím, kterými nedlouho poté zapůsobila na hledače talentů od studia Universal. V červnu 1939 se studiem podepsala smlouvu a hned na to byla obsazena do komediálního drama Unexpected Father (1939). Netrvalo dlouho a brzy dostala i hlavní roli, ve westernu Oklahoma Frontier (1939).
Ve své kariéře hrála nejčastěji právě ve westernech, ale výrazně přispěla i hororovému žánru. Proto se stala známou jako „Scream queen“ (~ královna křiku). Mezi její nejznámější hororové snímky patří Frankensteinův hrad (1944), či Dick Tracy Meets Gruesome (1947).
I přes svou krásu a talent vždy natáčela pouze béčkové film, ale zato byla mnohem úspěšnější jako pin-up girl, hlavně během 2. světové války.
Během 40. let natočila celkem 44 filmů. Většinou se však jednalo o vedlejší a nepodstatné role, avšak počátkem let padesátých její kariéra filmové herečky začala pomalu upadat. Proto se začala věnovat spíše čím dál oblíbenější televizi, kde si zahrála v několika seriálech.
Svého jediného manžela, Maxe M. Gilforda si vzala v roce 1945, měli dvě děti a zůstali spolu až do Maxovi smrti v roce 1965.
Svou kariéru ukončila v roce 1970 a 31. března 2003 zemřela na mrtvici. Byla zpopelněna a její popel byl vysypán do moře.

## Filmografie (výběrová)

### Filmy
- 1939 The Man from Montreal (režie Christy Cabanne)
- 1939 Oklahoma Frontier (režie Ford Beebe)
- 1940 Flash Gordon Conquers the Universe (režie Ray Taylor, Ford Beebe)
- 1940 Bad Man from Red Butte (režie Ray Taylor)
- 1941 Tight Shoes (režie Albert S. Rogell)
- 1941 Road Agent (režie Charles Lamont)
- 1941 Melody Lane (režie Charles Lamont)
- 1942 You're Telling Me (režie Charles Lamont)
- 1942 The Strange Case of Doctor Rx (režie William Nigh)
- 1942 Ride 'Em Cowboy (režie Arthur Lubin)
- 1942 Men of Texas (režie Ray Enright)
- 1942 Jail House Blues (režie Albert S. Rogell)
- 1943 We've Never Been Licked (režie John Rawlins)
- 1943 Frontier Badmen (režie Ford Beebe, William C. McGann)
- 1944 Weird Woman (režie Reginald Le Borg)
- 1944 South of Dixie (režie Jean Yarbrough)
- 1944 Murder in the Blue Room (režie Leslie Goodwins)
- 1944 Moon Over Las Vegas (režie Jean Yarbrough)
- 1944 Frankensteinův hrad (režie Erle C. Kenton)
- 1946 The Glass Alibi (režie W. Lee Wilder)
- 1946 I Ring Doorbells (režie Frank R. Strayer)
- 1946 Fear (režie Alfred Zeisler)
- 1947 The Ghost Goes Wild (režie George Blair)
- 1947 Killer Dill (režie Lewis D. Collins)
- 1947 Dick Tracy Meets Gruesome (režie John Rawlins)
- 1948 Enchanted Valley, The (režie Robert Emmett Tansey)
- 1949 Arson, Inc. (režie William Berke)
- 1950 Call of the Klondike (režie Frank McDonald)
- 1955 Phantom of the Jungle (režie Spencer Gordon Bennet)
- 1958 Teenage Monster (režie Jacques R. Marquette)

### Seriály
- 1947 Public Prosecutor (režie Lew Landers)
- 1952 Ramar of the Jungle (režie 4 různí)
- 1958 Northwest Passage (režie 5 různých)